# Siniloan
Siniloan est une localité de la province de Laguna, aux Philippines. En 2015, elle compte 38 067 habitants.